# Almaz-Antey
JSC Concern VKO "Almaz-Antey" (ruso: ОАО "Концерн ВКО "Алмаз-Антей"») es una compañía paraestatal rusa de industria de armamentística, resultado de una fusión de Antey Corporation y NPO Almaz, unificando algunas de las empresas militares nacionales, en particular, los desarrolladores de sistemas de defensa antiaérea. La organización tiene su sede en Moscú y es el 12.º contratista de defensa más grande del mundo por ingresos en 2013. En 2013, Almaz-Antey tuvo ventas de armas de 8.330 millones de USD. 